# Het Foreest
Het Foreest is een helling in de Vlaamse Ardennen op het grondgebied van Horebeke (gelegen nabij Schorisse in Maarkedal) in de Belgische provincie Oost-Vlaanderen. De helling ligt iets ten noorden van de Stokstraat.

## Wielrennen
Het Foreest is een zeer jonge Ronde van Vlaanderen-helling, ze werd nog maar 4 keer in het parcours opgenomen (2003-2006).
Er was eerst veel kritiek tegen omdat Het Foreest in een stiltegebied ligt.
De helling start aan de kerk van Schorisse.
Bovengekomen draait de ronde karavaan linksaf de gevaarlijke afdaling van de Ganzenberg af om zo beneden te beginnen aan de Steenberg.
Gezien het feit dat er in de Ronde nooit grootse wapenfeiten te melden waren op het traject Het Foreest - Steenberg besloot de organisatie dit deel in 2007 te schrappen en na de Boigneberg direct de Haaghoek en de aansluitende Leberg op te zoeken.
De helling is ook opgenomen in de rode lus van de recreatieve fietsroute Ronde van Vlaanderenroute.

## Afbeeldingen

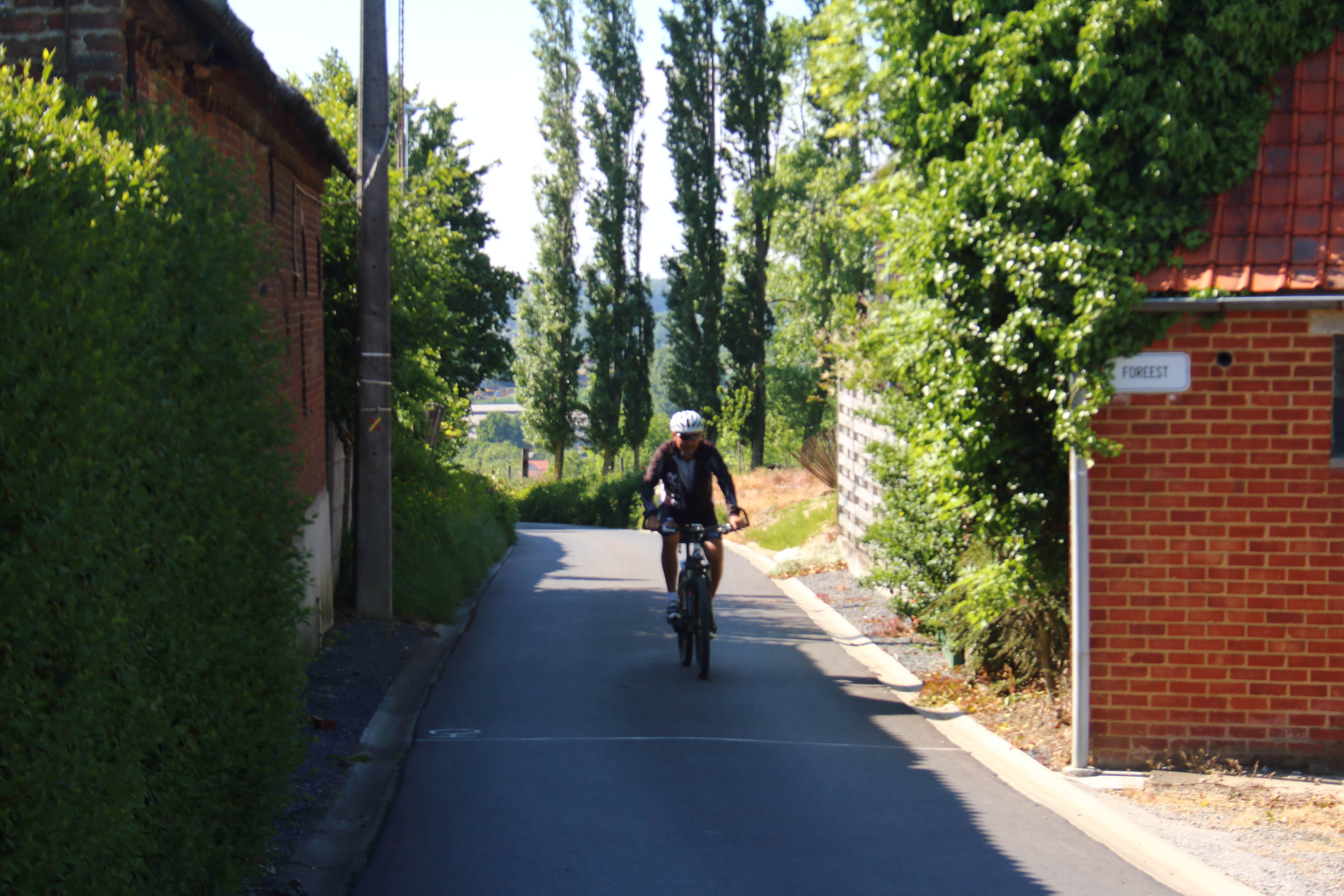
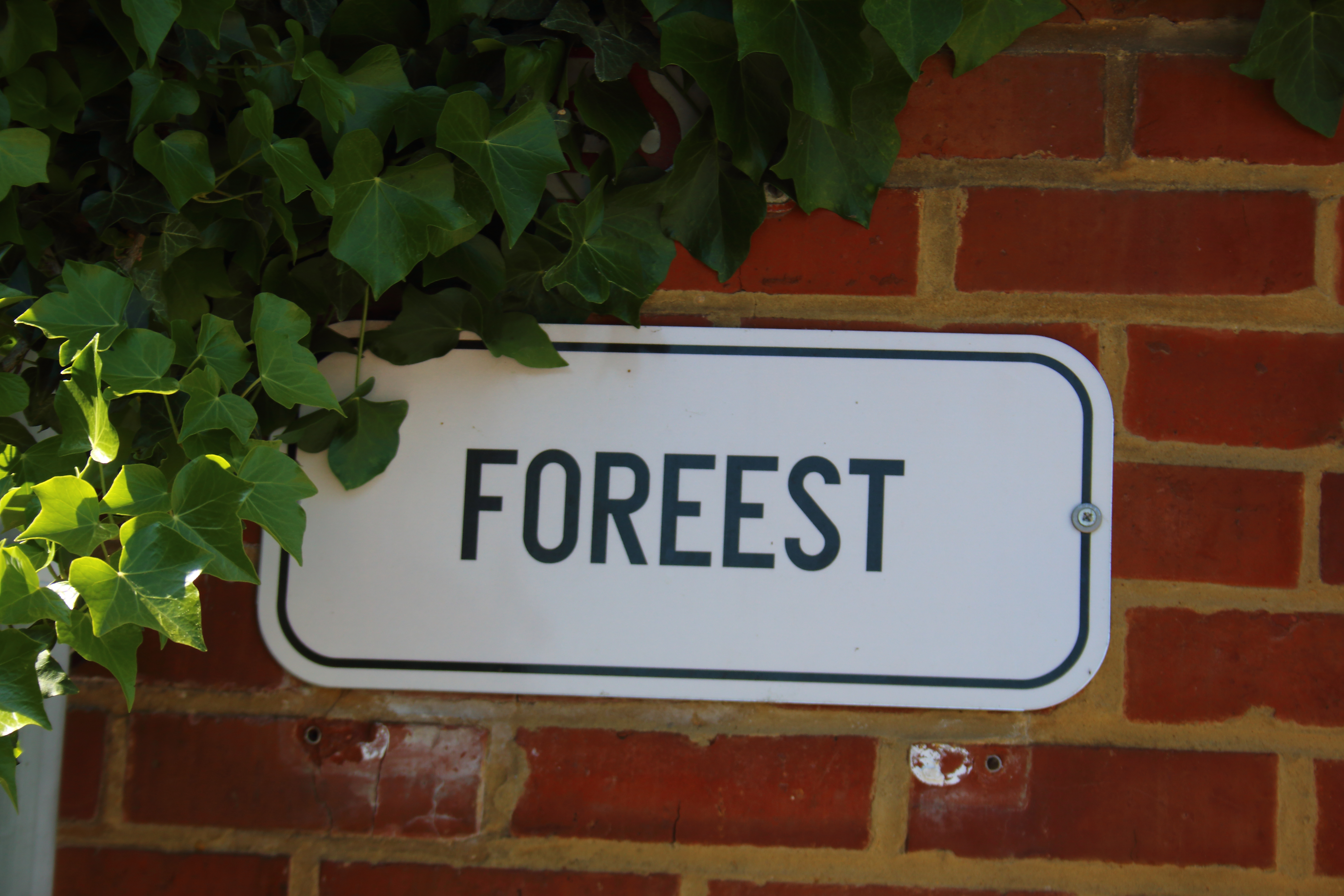
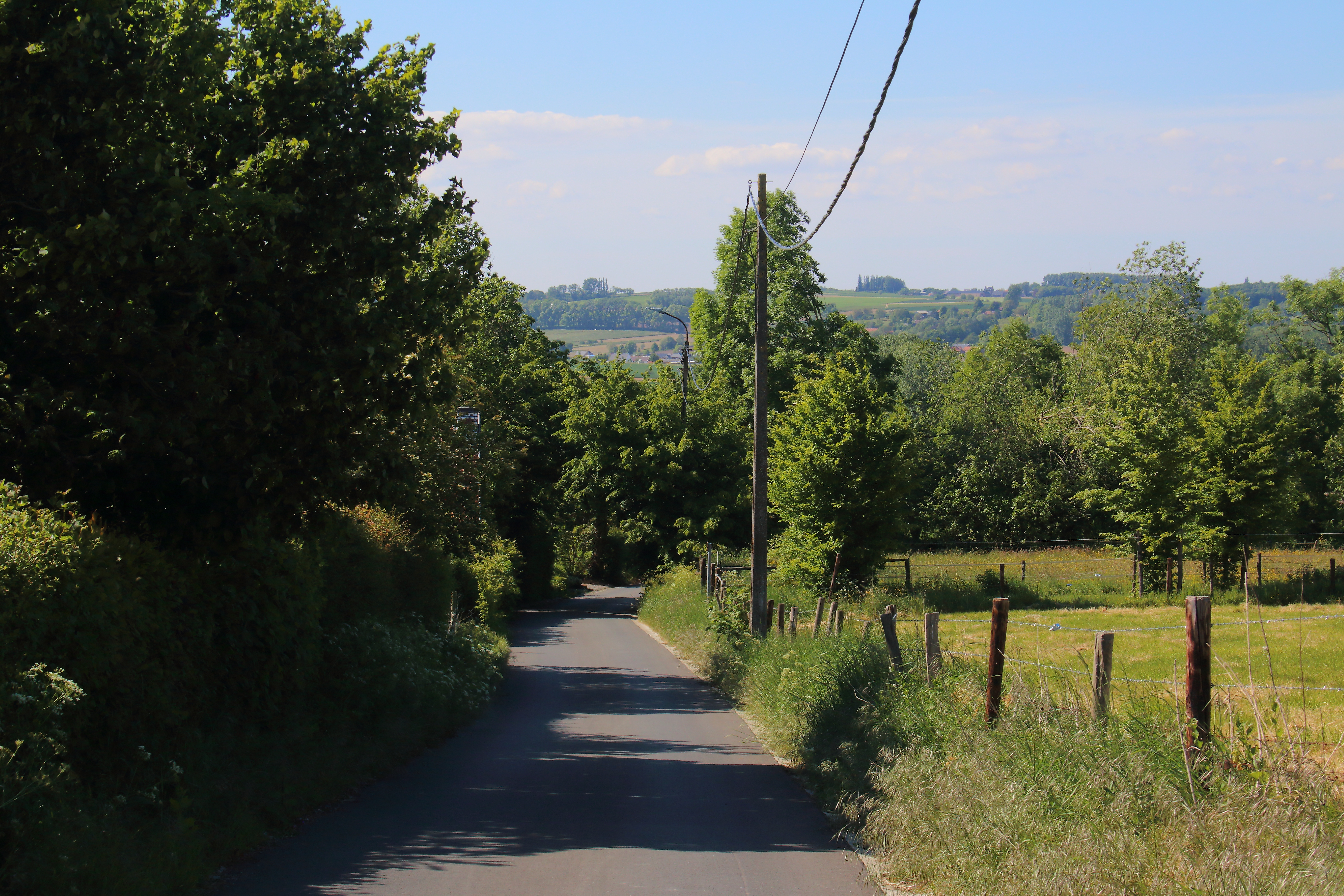
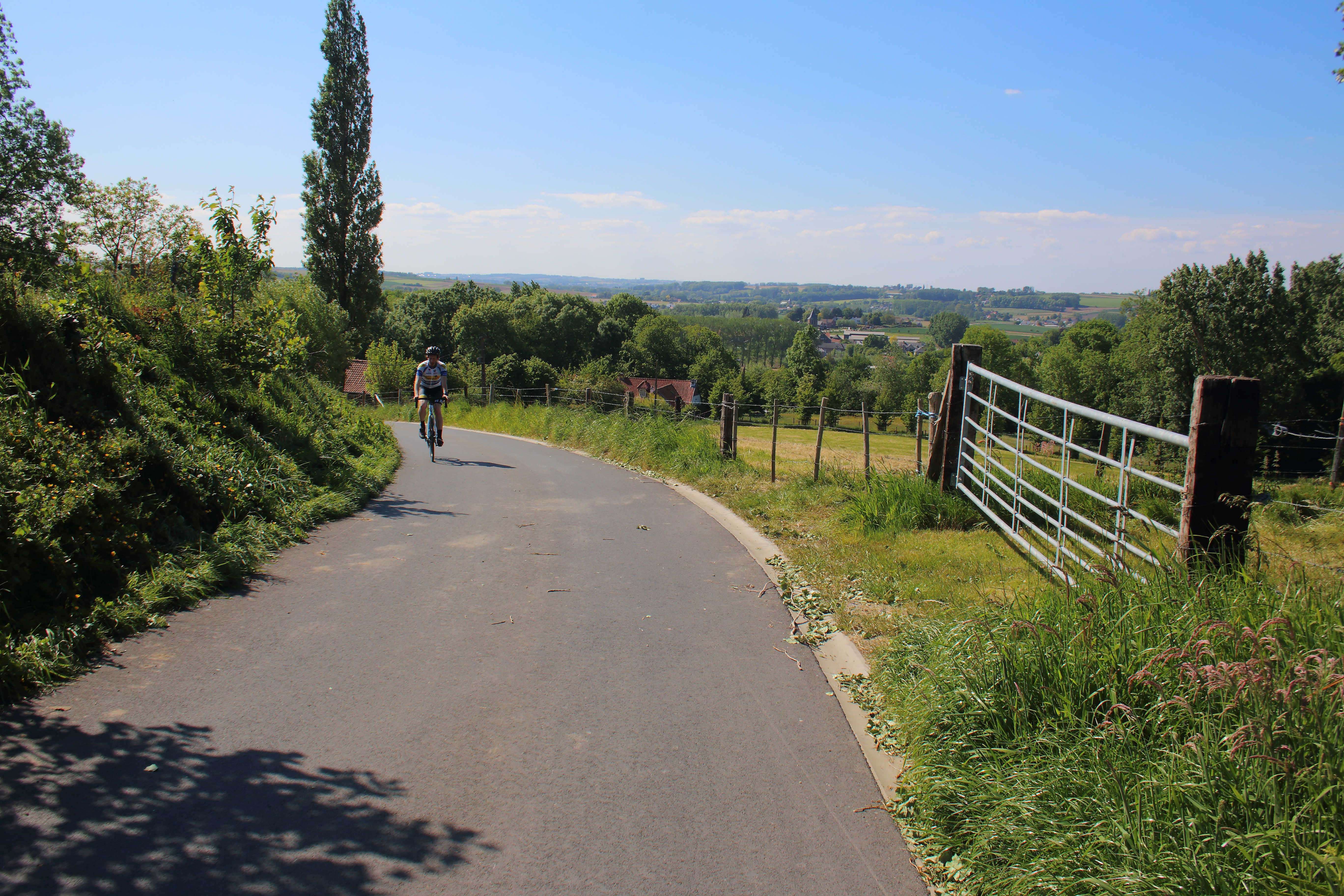